# Kissebespatak
Kissebespatak (Săbișa), település Romániában, a Partiumban, Máramaros megyében.

## Fekvése
A Szamos közelében, Szinérváraljától délkeletre, Szinérváralja és Iloba közt fekvő település.

## Története
Kissebespatak nevét 1493-ban említette először oklevél Sebespathak néven.
1512-ben Sebespataka, 1808-ban Sebespatak, 1913-ban Kissebespatak -nak írták.
1493-ban a szinéri uradalomhoz tartozott.
1512-ben  Maksai Ferenc szerint Sebespataka a Móric uradalom faluja volt, lakói magyarok és románok voltak.
1711 előtt a törökök tatár segédcsapatai elpusztították. A tatárok által elpusztított régi falu helye a Kóh-patak mellett, a Puszta nevű dombon volt.
1711-ben gróf Károlyi Sándor kapta meg, de birtokosok voltak itt még a gróf Telekieknek is.
1851-ben Fényes Elek írta a településről:
"...Szatmár vármegyében, Váralján túl dombokon szanaszét, 35 füstös kémény nélkül való kalibával, s 236 görög katholikus, 10 zsidó lakossal...Földesurai a Károlyi, Teleki grófok, s más nemes birtokosok."
1910-ben 583 lakosából 34 magyar, 548 román volt. Ebből 551 görögkatolikus, 9 református, 19 izraelita volt.
A trianoni békeszerződés előtt Szatmár vármegye Szinérváraljai járásához tartozott.
A település határban vasas tartalmú források találhatók.

## Nevezetességek
- Görögkatolikus temploma – 1850-ben épült.